# 松平俊子
松平 俊子（まつだいら としこ、1890年（明治23年）10月6日 - 1985年（昭和60年）5月24日）は、明治から昭和期の女性、教育家。日本女子高等学院及び附属昭和高等女学校の第2代院長・校長。
侯爵鍋島直大の六女。生母は側妾。伯爵松平賴壽の弟・海軍大佐松平胖と結婚。賴壽の跡を継いだ伯爵松平頼明・公族李鍵公妃誠子（佳子）らの母である。

## 略歴
明治23年（1890年）東京生まれ。明治40年（1907年）に華族女学校を卒業し、翌明治41年（1908年）に松平胖と結婚。四男三女をもうける。後に立正婦人会、少年保護婦人会、国際文化婦人協会を設立した。
関東大震災後の昭和5年（1930年）に、「市民の謝恩心伝える優雅なる英語が話せる良家の子女」として選ばれた5名の女性（芦野きみ・徳田純子・佐藤美子・松平佳子・中村桂子）の監督者として遣米答礼使に随行し、アメリカに派遣された。
昭和7年（1932年）、昭和女子大学の前身の日本女子高等学院及び昭和高等女学校学監となり、翌年に第2代同院長及び同校長に就任以降、財団法人東邦学園理事、日本女子専門学校長、昭和女子大学名誉学監、学校法人昭和高等学校理事、学校法人昭和女子大学理事、同監事を務めた。また、大日本茶道協会、大日本航空婦人会、児童憲章愛の会、聖明福祉協会の会長や理事を歴任した。永年の教育における功績により、昭和42年（1967年）に勲四等瑞宝章を受章。
秩父宮妃勢津子殿下が俊子の姪であることから、昭和高等女学校の校内行事に上杉伯爵夫人や蜂須賀子爵夫人らと供に来賓として出席されていた。
昭和60年（1985年）、94歳で死去。

## 参考リンク
冊子『昭和女子大学 創立100周年事業』p23